# Даггетт (Мічиган)
Даггетт (англ. Daggett) — селище (англ. village) в США, в окрузі Меноміні штату Мічиган. Населення — 201 особа (2020).

## Географія
Даггетт розташований за координатами 45°27′43″ пн. ш. 87°36′16″ зх. д. / 45.46194° пн. ш. 87.60444° зх. д. (45.461890, -87.604314).  За даними Бюро перепису населення США в 2010 році селище мало площу 2,86 км², уся площа — суходіл.

## Демографія
Згідно з переписом 2010 року, у селищі мешкало 258 осіб у 91 домогосподарстві у складі 63 родин. Густота населення становила 90 осіб/км².  Було 111 помешкання (39/км²).
Расовий склад населення:
| - 90,3 % — білих - 6,2 % — чорних або афроамериканців - 1,2 % — азіатів - 1,6 % — осіб інших рас |

До двох чи більше рас належало 0,8 %. Частка іспаномовних становила 6,6 % від усіх жителів.
За віковим діапазоном населення розподілялося таким чином: 30,6 % — особи молодші 18 років, 53,1 % — особи у віці 18—64 років, 16,3 % — особи у віці 65 років та старші. Медіана віку мешканця становила 36,8 року. На 100 осіб жіночої статі у селищі припадало 104,8 чоловіків;  на 100 жінок у віці від 18 років та старших — 98,9 чоловіків також старших 18 років.
Середній дохід на одне домашнє господарство  становив 49 255 доларів США (медіана — 47 000), а середній дохід на одну сім'ю — 54 879 доларів (медіана — 53 333). Медіана доходів становила 45 625 доларів для чоловіків та 31 250 доларів для жінок. За межею бідності перебувало 15,8 % осіб, у тому числі 34,1 % дітей у віці до 18 років та 0,0 % осіб у віці 65 років та старших.
Цивільне працевлаштоване населення становило 86 осіб. Основні галузі зайнятості: виробництво — 34,9 %, освіта, охорона здоров'я та соціальна допомога — 20,9 %, будівництво — 11,6 %, сільське господарство, лісництво, риболовля — 7,0 %.